# 프렛

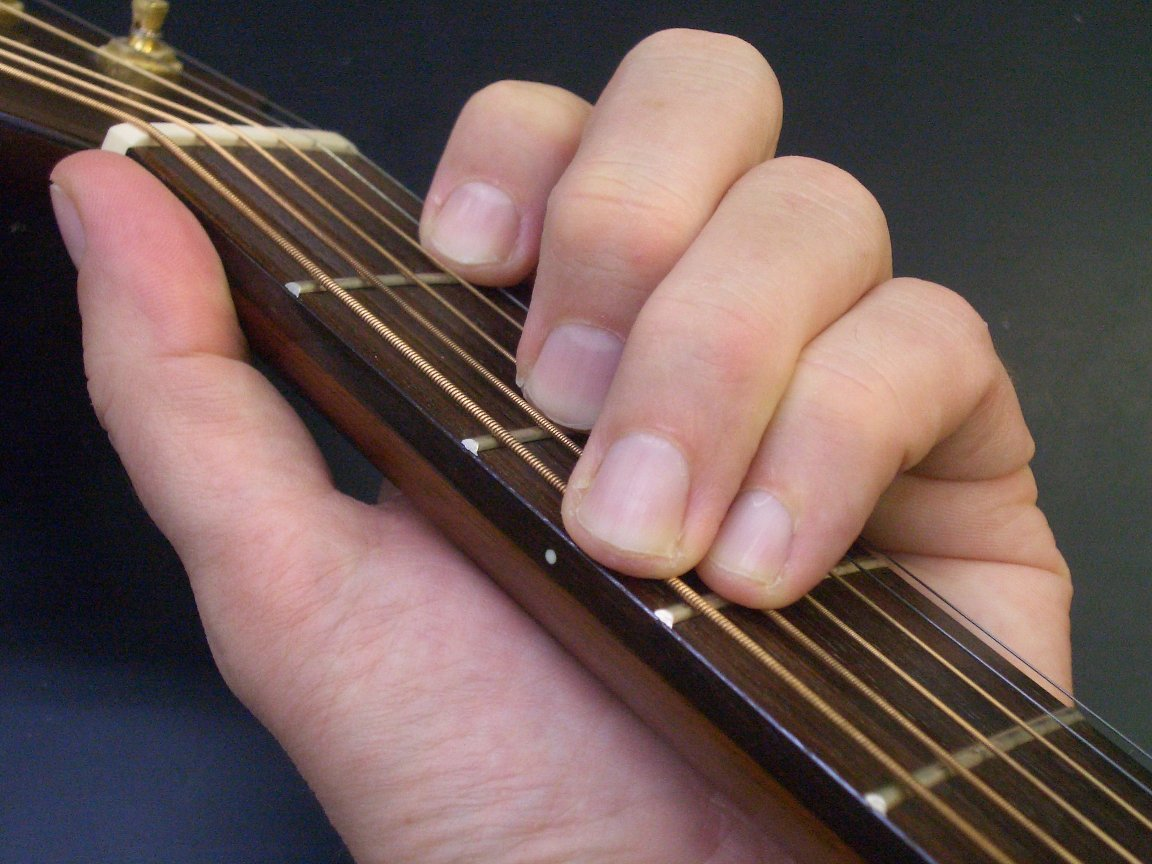
기타의 넥에 넛(배경에서 흰색)과 처음 4개의 금속 프렛이 보인다.

프렛(fret)은 현악기의 넥(neck)의 주변보다 높은 부분이다. 프렛이 있는 현대의 대부분의 서양 악기에서 프렛은 금속 스트립으로 되어 있으며 이 스트립은 저판(fingerboard)에 삽입된다. 일부 역사적인 악기들과 유럽 스타일이 아닌 악기들의 경우 프렛은 넥 주변의 여러 줄로 구성된다.

## 같이 보기
- 오픈 코드